# Aïn Ben Khelil
Aïn Ben Khelil (în arabă عين بن خليل) este o comună din provincia Naâma, Algeria.
Populația comunei este de 12.632 de locuitori (2008).